# Liste de jeux et de produits dérivés de The Legend of Zelda
Cet article présente une liste de jeux et de produits dérivés de la série The Legend of Zelda.

## Mangas
Une série de mangas a pour thème la légende de Zelda. Elle a été réalisée par Akira Himekawa. Il en existe d’autres faits par d’autres mangakas dans les années 1980. La collection la plus approfondie et qui colle au mieux aux jeux vidéo est celle de Akira Himekawa éditée au Japon par Shōgakukan.